# Diaspora serbe en Slovénie
Les Serbes en Slovénie sont un groupe ethnique vivant en Slovénie. Dans le recensement officiel de 2002, 38 964 personnes de Slovénie ont déclaré être d'origine serbe, ce qui correspond à 1,98 % de la population totale de la Slovénie, c'est le deuxième plus grand groupe ethnique dans le pays, après les Slovènes.

## Histoire
La plupart des Serbes en Slovénie de première ou de deuxième génération sont venus des autres républiques de l'ex-Yougoslavie, la plupart originaires de Bosnie, d'Herzégovine, de Serbie (Kosovo compris), mais aussi de la Croatie et du Monténégro. Après la Seconde Guerre mondiale, de nombreux Serbes employés dans l'Armée populaire yougoslave étaient stationnés dans la République socialiste de Slovénie avec leur famille. Au cours de la période de 1971-1981, de nombreux Serbes de souche ont émigré de la Bosnie-Herzégovine pour poursuivre leur carrière avec des avantages économiques en Slovénie. Avant 1991, de nombreux Serbes étaient enregistrés en tant que Yougoslaves, et beaucoup préfèrent encore se déclarer comme parlant le serbo-croate plutôt que le serbe. Au cours des dernières années, un certain nombre des Serbes du Monténégro a commencé en se déclarer comme Monténégrins, alors que certains Serbes de Bosnie-et-Herzégovine se sont déclarés en tant que Bosniens. Dans le dernier recensement, mené en 2002, plus de 10 % de toute la population slovène a décidé de ne pas répondre à la question concernant l'appartenance ethnique. Tous ces éléments rendent l'estimation du nombre total de Serbes en Slovénie difficile.

## La capitale de Slovénie vote pour un maire d'origine serbe
La plupart des Serbes en Slovénie sont concentrés dans les grandes zones urbaines, en particulier à Ljubljana et Jesenice. La plus grande concentration de Serbes en Slovénie se trouve dans certains quartiers de Ljubljana. Le recensement de la population en 1991 enregistré 17 486 Serbes à Ljubljana dans cinq municipalités soit 37,1 % du nombre total de Serbes en Slovénie. D'ailleurs, élu en 2007, le maire de la capitale slovène Zoran Janković (homme politique) est né en Serbie et à la double nationalité serbe et slovène, son père est serbe et sa mère slovène.

## Dans les campagnes
En dehors de la communauté immigrée des grandes villes, il y a quelques villages dans la région de Carniolie blanche habitée par les descendants des Serbes qui ont fui l'Empire ottoman aux XVIIe et XVIIIe siècles. Beaucoup d'entre eux ont gardé la religion orthodoxe ainsi que leur culture.

## La langue
La plupart des Serbes en Slovénie utiliser le slovène comme langue de communication, seulement 4 300 personnes en Slovénie ont déclaré utiliser la langue serbe à la maison, tandis que plus de 31 000 personnes ont déclaré leur langue maternelle comme étant le serbe (36 000 ont déclaré avoir le serbo-croate).